# Islas Ngemelis
Las islas Ngemelis (del inglés: Ngemelis Islands) es un grupo de islas deshabitadas del Pacífico occidental que pertenecen a la de República de Palaos. Se encuentran al suroeste del archipiélago de las Islas Chelbacheb (Islas Rock) directamente en el arrecife de Palaos. 
Son cerca de 20 pequeñas, deshabitadas, planas y boscosas islas, siendo la mayor la llamada Dmasech (0,33 km²), a veces también llamada isla Ngemelis.